# Liste der Bodendenkmäler in Gleißenberg
Auf dieser Seite sind die Bodendenkmäler in der Oberpfälzer Gemeinde Gleißenberg zusammengestellt. Diese Tabelle ist eine Teilliste der Liste der Bodendenkmäler in Bayern. Grundlage ist die Bayerische Denkmalliste, die auf Basis des Bayerischen Denkmalschutzgesetzes vom 1. Oktober 1973 erstmals erstellt wurde und seither durch das Bayerische Landesamt für Denkmalpflege geführt wird. Die folgenden Angaben ersetzen nicht die rechtsverbindliche Auskunft der Denkmalschutzbehörde.

## Bodendenkmäler in Gleißenberg
| Lage                      | Objekt | Akten-Nr.     | Bild           |
| ------------------------- | --- | ------------- | -------------- |
| (Standort)                | Burgstall Gleißenberg | D-3-6642-0001 |                |
| Hauptstraße 14 (Standort) | Archäologische Befunde des Mittelalters und der frühen Neuzeit im Bereich der katholischen Pfarrkirche St. Bartholomäus in Gleißenberg, darunter die Spuren von Vorgängerbauten bzw. älterer Bauphasen der Kirche sowie abgetragener Teile der Friedhofsbefestigung. | D-3-6642-0060 | weitere Bilder |
| (Standort)                | Mittelalterlicher Erdstall. | D-3-6642-0001 |                |